# Distrikt Caceres del Perú
Der Distrikt Caceres del Perú (alternative Schreibweise: Distrikt Cáceres del Perú) ist einer von 9 Distrikten der Provinz Santa und liegt in der Region Ancash in West-Peru. Der am 13. Oktober 1886 gegründete Distrikt hat eine Fläche von 549,78 km². Namensgeber des Distrikts ist Andrés Avelino Cáceres (1836–1923), mehrmaliger Präsident von Peru. Beim Zensus 2017 lebten 4420 Einwohner im Distrikt Caceres del Perú. Im Jahr 1993 lag die Einwohnerzahl bei 5473, im Jahr 2007 bei 5062. Verwaltungssitz ist die 1203 m hoch gelegene Ortschaft Jimbe.

## Geographie
Der Distrikt Caceres del Perú liegt an der Westflanke der Cordillera Negra im zentralen Osten der Provinz Santa, knapp 50 km östlich der Großstadt Chimbote. Der Distrikt umfasst das obere Einzugsgebiet des Río Nepeña mit seinen Nebenflüssen Río Cosma, Río Colcap und Río Ticlla. Der tiefste Punkt im Distrikt liegt auf etwa 600 m Höhe. An der nordöstlichen Distriktgrenze liegt der 5187 m hohe Coñocranra, die höchste Erhebung der Cordillera Negra. Südlich des Berges liegt das Quellgebiet des Río Nepeña. 
Der Distrikt Caceres del Perú grenzt im Südwesten an den Distrikt Nepeña, im Westen an den Distrikt Chimbote, im Norden an den Distrikt Macate, im Osten an die Distrikte  Santo Toribio, Huaylas, Mato und Pamparomás (alle vier in der Provinz Huaylas) sowie im Süden an den Distrikt Moro.